# هواری بومدین
هُواری بومِدین (با نام اصلی محمد بن ابراهیم بوخروبه؛ زادهٔ ۲۳ اوت ۱۹۳۲ – درگذشتهٔ ۲۷ دسامبر ۱۹۷۸) نظامی و سیاستمدار الجزایری بود که از سال ۱۹۶۵ تا زمان مرگش در سال ۱۹۷۸، به‌عنوان دومین رئیس دولت الجزایر پس از استقلال، فعالیت کرد. او از ۱۹ ژوئن ۱۹۶۵ تا ۱۲ دسامبر ۱۹۷۶ به‌عنوان رئیس شورای انقلاب الجزایر و پس از آن تا زمان مرگش به‌عنوان رئیس‌جمهور الجزایر خدمت کرد.
محمد بن ابراهیم بوخروبه که در قالمه به دنیا آمد، در مؤسسه اسلامی قسنطینه تحصیل کرد. در سال ۱۹۵۵ به جبهه آزادی‌بخش ملی (FLN) پیوست و نام مستعار هواری بومدین را برای خود برگزید. تا سال ۱۹۶۰، او در صفوف این سازمان تا فرماندهی شاخه نظامی FLN ارتقا یافت.
پس از پیروزی جبهه آزادی‌بخش ملی بر فرانسه در جنگ استقلال الجزایر در سال ۱۹۶۲، بومدین وزیر دفاع دولت جدید الجزایر شد. با این حال، در ژوئن ۱۹۶۵، او رئیس‌جمهور احمد بن بلا را در یک کودتای بدون خونریزی سرنگون کرد و سپس پارلمان و قانون اساسی الجزایر را منحل کرد و در نهایت رئیس دولت موقت کشور شد. در دهه ۱۹۷۰، بومدین بازگشت تدریجی پارلمانتاریسم و نهادهای مدنی را در الجزایر آغاز کرد. این روند با تصویب قانون اساسی جدید در سال ۱۹۷۶ به پایان رسید. ریاست‌جمهوری دوباره برقرار شد و بومدین به‌عنوان تنها نامزد در انتخابات همان سال ظاهر شد و با ۹۹٫۴۶ درصد آرا پیروز شد. پس از آن، او سیاست‌های سوسیالیسم عربی و پان‌عربیسم را دنبال کرد. او همچنین به‌شدت با اسرائیل مخالف بود و به جنبش‌های ضد استعماری و مبارزان آزادی در سراسر جهان عرب و آفریقا کمک‌های لجستیکی ارائه می‌کرد.
از ابتدای سال ۱۹۷۸، بومدین کمتر در انظار عمومی ظاهر شد. او در ۲۷ دسامبر ۱۹۷۸ پس از درمان ناموفق برای نوع نادری از سرطان خون، ماکروگلوبولینمی والدنشتروم، درگذشت. در مراسم تشییع جنازه او دو میلیون نفر شرکت کردند. [1] پس از او شاذلی بن جدید به ریاست‌جمهوری رسید.

## اوایل زندگی و جنگ استقلال
اطلاعات زیادی در مورد اوایل زندگی بومدین در دست نیست. محل تولد او به طور متناوب قالمه، روستای کلوزل در نزدیکی قالمه، یا هلیوپولیس ذکر شده است و تاریخ تولد او ۱۶ اوت ۱۹۲۵، ۲۳ اوت ۱۹۲۷ یا در اکثر منابع ۱۹۳۲ ذکر شده است. پدرش در مصاحبه‌ای در سال ۱۹۶۵ گفت که تاریخ تولد او ۲۳ اوت ۱۹۳۲ است. [2] نام تولد او محمد بن ابراهیم بوخروبه بود و پدرش یک کشاورز فقیر گندم و یک عرب و مسلمان معتقد بود که فرانسوی صحبت نمی‌کرد. به گفته دانشنامه اسلام، خانواده او عرب‌زبان و از تبار بربر هستند. [3] او تا ۱۴ سالگی در یک مدرسه قرآنی در قالمه و سپس در یک مدرسه متوسطه عربی در قسنطینه تحصیل کرد. [2]
در سال ۱۹۵۲، زمانی که فرانسه در حال جذب الجزایری‌ها برای جنگ در جنگ اول هندوچین بود، بومدین به قاهره رفت و در دانشگاه الازهر تحصیل کرد. در آنجا بود که برای اولین بار با احمد بن بلا ملاقات کرد. [2] او در سال ۱۹۵۵ به جبهه آزادی‌بخش ملی (FLN) در جنگ استقلال الجزایر پیوست و نام مستعار هواری بومدین را برای خود برگزید (برگرفته از سیدی بومدین، نام قدیس حامی شهر تلمسان در غرب الجزایر، جایی که او در طول جنگ به عنوان افسر خدمت می‌کرد، و سیدی الهواری، قدیس حامی وهران در نزدیکی آن). او به درجه سرهنگ، بالاترین درجه در نیروهای FLN در آن زمان، رسید و از سال ۱۹۶۰ رئیس ستاد ارتش آزادی‌بخش ملی (ALN)، شاخه نظامی FLN، بود.
او با انیسه المنصالی ازدواج کرد.

## پس از استقلال
در سال ۱۹۶۲، پس از یک همه‌پرسی، الجزایر استقلال خود را اعلام کرد، اقدامی که توسط دولت فرانسه تأیید شد. بومدین و احمد بن بلا دولت موقت بن‌یوسف بن‌خدا را با حمایت ALN در سال ۱۹۶۲ سرنگون کردند. بومدین یک جناح نظامی قدرتمند را در داخل دولت رهبری می‌کرد و توسط رئیس‌جمهور الجزایر، احمد بن بلا، که با کمک او به عنوان رئیس ستاد به قدرت رسیده بود، به عنوان وزیر دفاع منصوب شد. بومدین همچنین در سپتامبر ۱۹۶۳ به عنوان معاون رئیس‌جمهور الجزایر منصوب شد. [4] او به طور فزاینده‌ای نسبت به سبک حکومت دمدمی مزاج و پاک‌دینی ایدئولوژیک بن بلا بی‌اعتماد شد و در ژوئن ۱۹۶۵، بومدین در یک کودتای بدون خونریزی قدرت را به دست گرفت.
قانون اساسی و نهادهای سیاسی کشور لغو شد و او از طریق یک شورای انقلابی که عمدتاً از حامیان نظامی خودش تشکیل شده بود، حکومت کرد. بسیاری از آنها همراهان او در طول سال‌های جنگ بودند، زمانی که او در اطراف شهر مرزی وجدة در مراکش مستقر بود، که باعث شد تحلیلگران از «گروه وجده» صحبت کنند. یکی از اعضای برجسته این حلقه، وزیر خارجه دیرینه بومدین، عبدالعزیز بوتفلیقه بود که از سال ۱۹۹۹ تا ۲۰۱۹ به عنوان رئیس‌جمهور الجزایر خدمت کرد.
در ابتدا، او به عنوان یک رهبر بالقوه ضعیف، بدون پایگاه قدرت قابل توجهی به جز در داخل ارتش، دیده می‌شد و مشخص نبود که تا چه حد بر هیئت افسران فرماندهی دارد. او تا زمان مرگش در سال ۱۹۷۸ رهبر بی‌چون و چرای الجزایر باقی ماند. پس از کودتای نافرجام ۱۹۶۷، هیچ چالش داخلی قابل توجهی از داخل دولت ظهور نکرد. پس از کودتا، او بر حکومت جمعی اصرار داشت.

## سیاست داخلی
از نظر اقتصادی، بومدین از تمرکز بن بلا بر الجزایر روستایی و تجربیات در کسب‌وکارهای تعاونی سوسیالیستی (l'autogestion) رویگردان شد. در عوض، او برنامه‌ای سیستماتیک و برنامه‌ریزی‌شده‌تر برای صنعتی‌سازی دولتی را انتخاب کرد. الجزایر در آن زمان تقریباً هیچ تولید پیشرفته‌ای نداشت، اما در سال ۱۹۷۱ بومدین صنعت نفت الجزایر را ملی کرد که درآمد دولت را به شدت افزایش داد (و جرقه اعتراض شدید دولت فرانسه را برانگیخت). او سپس منابع سر به فلک کشیده نفت و گاز - که با شوک قیمت نفت در سال ۱۹۷۳ تقویت شد - را برای ساخت صنایع سنگین به کار گرفت، به این امید که الجزایر را به مرکز صنعتی مغرب عربی تبدیل کند. سال‌های قدرت او در واقع با رشد اقتصادی قابل اعتماد و مداوم همراه بود، اما پس از مرگ او، در دهه ۱۹۸۰، کاهش قیمت نفت و ناکارآمدی روزافزون صنایع دولتی کشور، باعث تغییر سیاست به سمت آزادسازی تدریجی اقتصادی شد. بومدین سوسیالیسم عربی را به عنوان ایدئولوژی دولتی تحمیل کرد و اسلام را دین دولتی اعلام کرد. او از حامیان سرسخت عربی‌سازی بود و در عربی‌سازی الجزایر، به‌ویژه بین سال‌های ۱۹۷۰ و ۱۹۷۷، از بن بلا قاطع‌تر بود و سال ۱۹۷۱ را سال عربی‌سازی اعلام کرد.
در دهه ۱۹۷۰، همراه با گسترش صنعت دولتی و ملی شدن نفت، بومدین مجموعه‌ای از انقلاب‌های سوسیالیستی را اعلام کرد و جنبه چپ‌گرای دولت خود را تقویت کرد. یک اثر جانبی این امر، نزدیکی با بقایای سرکوب‌شده حزب کمونیست الجزایر (که اکنون PAGS نامیده می‌شود) بود که اعضای آن اکنون در دولت به کار گرفته شدند و در آنجا نفوذ فکری محدودی به دست آوردند، اگرچه بدون قانونی شدن رسمی حزبشان. الجزایر به طور رسمی یک دولت تک‌حزبی تحت FLN باقی ماند.
با این حال، ثبات سیاسی حاکم بود، زیرا تلاش‌ها برای به چالش کشیدن دولت عموماً در نطفه خفه می‌شد. به عنوان رئیس شورای فرماندهی انقلاب، بومدین و همکارانش با فرمان حکومت می‌کردند. در طول دهه ۱۹۷۰، حکومت مشروطه به تدریج احیا شد و نهادهای سیاسی مدنی بازسازی و سازماندهی شدند. تلاش‌هایی برای احیای فعالیت در داخل FLN صورت گرفت و نهادهای دولتی به طور سیستماتیک، از مجامع محلی شروع و از طریق مجامع منطقه‌ای تا سطح ملی، با انتخاب یک پارلمان، دوباره تأسیس شدند. این فرآیند با تصویب یک قانون اساسی (۱۹۷۶) به اوج خود رسید که ساختار سیاسی الجزایر را مشخص می‌کرد. [5] قبل از این، دوره‌ای از بحث نسبتاً باز در مورد محاسن پیشنهاد مورد حمایت دولت وجود داشت، اگرچه خود قانون اساسی سپس در یک همه‌پرسی تحت کنترل دولت و بدون تغییرات اساسی به تصویب رسید. قانون اساسی منصب رئیس‌جمهور را دوباره معرفی کرد. به عنوان رهبر FLN، بومدین تنها نامزد ریاست‌جمهوری بود و در یک همه‌پرسی در ماه دسامبر در سمت خود تأیید شد.
در زمان مرگ او در اواخر همان سال، نظم سیاسی و قانون اساسی در الجزایر تقریباً به طور کامل طراحی FLN بود. این ساختار تا اواخر دهه ۱۹۸۰، زمانی که کثرت‌گرایی سیاسی معرفی شد و FLN نقش خود را به عنوان حزب واحد مسلط از دست داد، تا حد زیادی بدون تغییر باقی ماند. (بسیاری از جنبه‌های اساسی این سیستم و قانون اساسی دوران بومدین هنوز پابرجا هستند.) با این حال، در طول دوران بومدین، ارتش نیروی مسلط در سیاست کشور باقی ماند و نفوذ نظامی در نهادهای مدنی مانند FLN، پارلمان و دولت نفوذ کرد و قانون اساسی شدن سیاست کشور را تضعیف کرد. رقابت‌های شدید مالی یا سیاسی بین جناح‌های نظامی و سیاسی ادامه داشت و عمدتاً توسط تسلط شخصی قاطع بومدین بر هر دو حوزه مدنی و نظامی کنترل و از بی‌ثبات کردن دولت جلوگیری می‌شد.
الجزایر در دوران حکومت او توسعه اقتصادی و اجتماعی قابل توجهی را تجربه کرد. بین سال‌های ۱۹۶۲ تا ۱۹۸۲، جمعیت الجزایر از ۱۰ به ۲۰ میلیون نفر افزایش یافت و در حالی که قبل از استقلال عمدتاً روستایی بود، ۴۵ درصد از جمعیت شهرنشین شدند. درآمد سرانه سالانه که در سال ۱۹۶۲ از ۲۰۰۰ فرانک تجاوز نمی‌کرد، بیست سال بعد از ۱۱۰۰۰ فرانک فراتر رفت، در حالی که نرخ ثبت‌نام بسته به منطقه از ۷۵ تا ۹۵ درصد متغیر بود، که با ۱۰ درصد الجزایر فرانسه فاصله زیادی داشت. با این حال، رژیم بومدین توسعه صنعتی را در اولویت قرار داد که منجر به غفلت از کشاورزی شد.

## سیاست خارجی

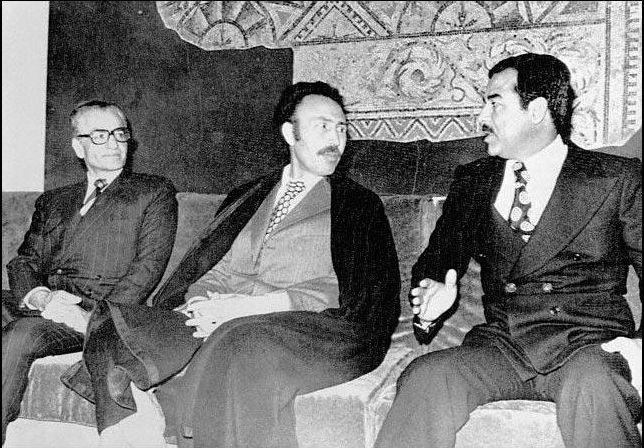
دیدار صدام حسین و محمدرضا پهلوی با بومدین در سال ۱۹۷۵ در الجزایر

بومدین سیاست عدم تعهد را دنبال می‌کرد و روابط خوبی با هر دو بلوک کمونیستی و کشورهای سرمایه‌داری حفظ می‌کرد و همکاری جهان سوم را ترویج می‌کرد. در سازمان ملل متحد، او خواستار اتحادی مبتنی بر جایگاه برابر برای کشورهای غربی و مستعمرات سابق شد که از طریق تغییری به سبک سوسیالیسم در روابط سیاسی و تجاری به وجود آید. او به دنبال ایجاد یک بلوک قدرتمند جهان سوم از طریق جنبش عدم تعهد بود که در آن به یک چهره برجسته تبدیل شد. او بی‌قید و شرط از مبارزان آزادی، عدالت و برابری‌خواهان حمایت می‌کرد. او به جنبش‌های ضد استعماری و دیگر گروه‌های شبه‌نظامی در سراسر آفریقا و جهان عرب، از جمله PLO، ANC، SWAPO و سایر ملت‌ها کمک‌های لجستیکی ارائه می‌کرد.
الجزایر به شدت با اسرائیل مخالف و از حامیان سرسخت آرمان فلسطینی‌ها باقی ماند. در اوایل دهه ۱۹۷۰، بومدین به طور مشهور گفت: «ما با فلسطینی‌ها هستیم، چه ظالم باشند و چه مظلوم». الجزایر ائتلاف عربی را با نیروهای هوایی علیه اسرائیل در جنگ شش‌روزه در سال ۱۹۶۷ تقویت کرد و یک تیپ زرهی متشکل از ۱۵۰ تانک را در جنگ یوم کیپور در سال ۱۹۷۳ فرستاد که در آن جنگنده‌های الجزایری در حملات به همراه مصری‌ها و عراقی‌ها شرکت کردند. همچنین ۲۰۰ میلیون دلار به اتحاد جماهیر شوروی برای تأمین مالی خرید اسلحه برای مصر و سوریه سپرد. در پاسخ به حمایت ایالات متحده از اسرائیل در جنگ شش‌روزه، الجزایر روابط دیپلماتیک خود را با ایالات متحده قطع کرد. این کشور در تحریم نفتی ۱۹۷۳ پس از حمایت ایالات متحده از اسرائیل در جنگ یوم کیپور شرکت کرد. در پاسخ به عادی‌سازی روابط مصر با اسرائیل، الجزایر به همراه سایر کشورهای عربی انور سادات را محکوم کرد و در سال ۱۹۷۷ روابط خود را با مصر قطع کرد.
الجزایر اکثر تسلیحات خود را از اتحاد جماهیر شوروی خریداری می‌کرد.
یک رویداد مهم منطقه‌ای، تعهد او در سال ۱۹۷۵ برای حمایت از خودمختاری صحرای غربی بود که پناهندگان مردم صحرایی و جنبش آزادی‌بخش ملی جبهه پولیساریو را پس از ادعای کنترل مراکش و موریتانی بر این قلمرو، به خاک الجزایر پذیرفت. این امر به امکان بهبود روابط با مراکش، که قبلاً پس از جنگ شن‌ها در سال ۱۹۶۳ تیره شده بود، پایان داد، اگرچه در اولین دوره قدرت او، گشایش اندکی در روابط وجود داشت. رقابت شدید مراکش و الجزایر و مسئله حل‌نشده صحرای غربی از آن زمان به یک ویژگی تعیین‌کننده در سیاست خارجی الجزایر تبدیل شده و امروزه نیز چنین است.

## مرگ و تشییع جنازه
در سال ۱۹۷۸، حضور او در انظار عمومی به طور فزاینده‌ای نادر شد. پس از ۳۹ روز کما، او در الجزیره بر اثر یک بیماری نادر خونی، ماکروگلوبولینمی والدنشتروم، پس از درمان ناموفق در مسکو درگذشت. شایعاتی مبنی بر ترور یا مسموم شدن او گاهی در محافل سیاسی الجزایر مطرح شده است، به ویژه پس از آنکه دو شرکت‌کننده دیگر در رویدادهای معاهده ۱۹۷۵ الجزایر - شاه (درگذشته ۱۹۸۰) و وزیر دربار او اسدالله علم (درگذشته ۱۹۷۸) - نیز تقریباً در همان زمان بر اثر سرطان درگذشتند. مرگ بومدین خلأ قدرتی در الجزایر بر جای گذاشت که به راحتی پر نمی‌شد؛ مجموعه‌ای از جلسات نظامی در نهایت توافق کردند که از رقابت میان مدعیان چپ و راست عبور کرده و بلندپایه‌ترین افسر نظامی، سرهنگ شاذلی بن جدید، را به عنوان یک انتخاب مصالحه‌آمیز معرفی کنند.
مراسم تشییع جنازه دولتی بومدین در ۲۹ دسامبر ۱۹۷۸ در الجزیره برگزار شد. جمعیتی دو میلیون نفری در این مراسم شرکت کردند و با شکستن صفوف پلیس، مسیرها را مسدود کردند. [1] دولت الجزایر وعده داد که انقلاب سوسیالیستی او را ادامه دهد و ۴۰ روز عزای عمومی اعلام کرد. با وجود اختلافاتشان بر سر پیمان کمپ دیوید، انور سادات رئیس‌جمهور مصر به بومدین ادای احترام کرد و گفت که خبر مرگ او را «با اندوه و تأسف» دریافت کرده و هیئتی را برای شرکت در مراسم تشییع جنازه فرستاد. [1] یاسر عرفات رهبر سازمان آزادی‌بخش فلسطین با نفر دوم سازمان چریکی فتح، ابو ایاد، که روابط نزدیکی با بومدین برقرار کرده بود، در مراسم تشییع جنازه شرکت کرد. [6] جیمی کارتر رئیس‌جمهور ایالات متحده تأسف عمیق خود را ابراز کرد و گفت که بومدین «نقشی برجسته در مبارزه طولانی الجزایر برای استقلال ایفا کرد. فداکاری او در انجام وظیفه و کمک‌های او به عنوان یک دولتمرد بین‌المللی به خوبی شناخته شده است. اما بیش از هر چیز به خاطر تلاش‌هایش برای کمک به ایجاد و تقویت یک ملت مستقل و خودکفای الجزایری به یادگار خواهد ماند.» [1] هیئت بزرگی از ایالات متحده، که شامل محمد علی کلی بود، در این مراسم شرکت کرد. [6] مطبوعات شوروی بومدین را «دوست بزرگ اتحاد جماهیر شوروی» ستودند و گفتند که او «سهم بزرگی در پیشرفت اجتماعی و اقتصادی الجزایر داشته است.» [1]

## جوایز و افتخارات
- الجزایر:
  -  نشان ملی لیاقت

- کوبا:
  -  نشان خوزه مارتی (۱۹۷۴)

- مراکش:
  -  نشان بزرگ نشان علوی